# 賴恩·戴爾
賴恩·戴爾(Ryan Day)（1980年3月23日—），英國威爾斯職業士碌架球手，清袋能力不俗，職業生涯已累積超過200次破百。